# Skálafjørður
Skálafjørður (far. wym. [ˈskɔalaˌfjøːɹʊɹ], dawniej także Kongshavn, wym. [ˈkɔŋkʂhaun]; duń. Skålefjord) – fiord w południowej części wyspy Eysturoy w archipelagu Wysp Owczych.
Zatoka biegnie z południa na północ, z łukowatym wygięciem w kierunku wschodnim. Z ponad 14 kilometrami długości jest to najdłuższy fiord Wysp Owczych; jej szerokość wynosi od 600 do 1500 metrów. Głębokość fiordu waha się od 25 (próg fiordu położony około 1 kilometra od otwarcia zatoki na ocean) do 70 metrów. Skálafjørður wcina się w ląd od południa, a od pobliskiego Funningsfjørður po przeciwnej stronie oddzielony jest jedynie niespełna siedmiokilometrową doliną. W ten sposób dwie wspomniane zatoki nieomal na pół dzielą Eysturoy (drugą co do wielkości wyspę archipelagu).
Brzegi fiordu tworzą po stronie zachodniej pasmo ze szczytami o wysokości 500–700 m i kulminujące się w wierzchołku Reyðafelstindur o wysokości 764 m n.p.m., a po stronie wschodniej pasmo z najwyższym wzniesieniem – Tyril (639 m n.p.m.).
Nad brzegami Skálafjørður położone są miejscowości Glyvrar, Gøtueiði, Innan Glyvur, Lambareiði, Runavík, Saltangará, Skála, Skálabotnur, Skipanes, Søldarfjørður, Strendur oraz Toftir.